# 聖雲先堂
聖雲先堂（英語：St. Vincent's Church）是一座香港天主教教堂，由天主教香港教區管理，屬聖安德肋堂區。位於西貢區清水灣坑口道DD224 LOT352，建立於1954年。

## 聖堂歷史
於1954年，一些聖母聖心傳教士來到調景嶺定居。由裴效遠神父開辦的細小學校，於1955年開始為坑口居民提供服務。1958年，將軍澳附近一帶正式委托予聖母聖心會負責傳播福音工作，同年坑口聖雲仙堂區成立。
1961年，將軍澳堂區被劃分為兩個獨立的區域----調景嶺堂區及坑口堂區。當時，坑口聖雲仙堂區的範圍包括坑口村及所有由飛鵝山至沿清水灣道一帶的細小村落，如井欄樹，白石窩，壁屋，孟公屋等等。而舉行感恩祭及神職人員起居的地方均在聖雲仙小學內（現為聖雲仙兒童中心）。於1970年，坑口聖雲仙堂正式建成，自始感恩祭便在新建成的聖堂內舉行。那時外國人團體的主日感恩祭也由附近的「PIME  HOUSE」轉為在新落成的聖堂內舉行。
隨著將軍澳區不斷發展，聖雲仙堂區人數也相應增加。1989年，香港教區便把寶琳道一帶劃分為由聖安德肋堂堂區負責傳教工作，而富寧花園及坑口新村及清水灣一帶則屬於聖雲仙堂區傳教工作範圍。2000年，聖母聖心修會把聖雲仙堂的行政管理權交回香港天主教區管轄。2004年因應教區要求統一聖雲仙的中文譯名改用為聖雲先堂。2008年1月1日聖雲先堂與聖安德肋堂合併，統稱為聖安德肋堂區。

## 聖堂主保

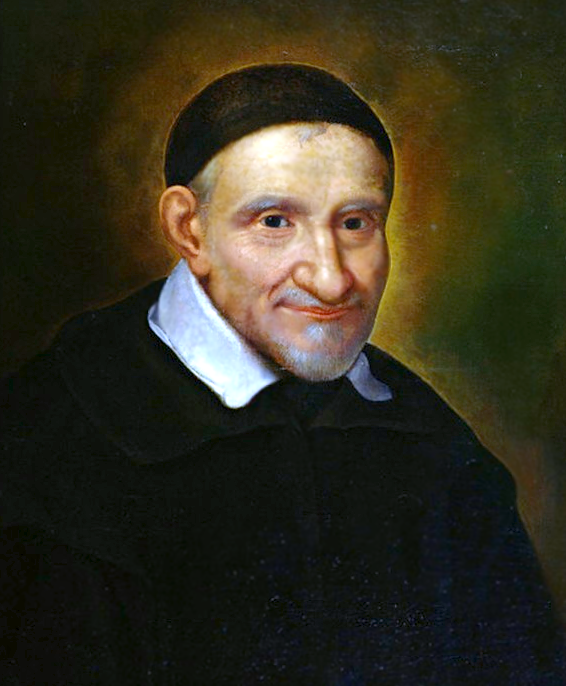
聖雲先

聖人於1581年在法國迦斯高出生，出身農民家庭。晉鐸後，在巴黎總教區 當堂區主任司鐸，並創立遣使會，專為神職人員的神修培育，並以救濟窮人為宗旨。此外，他又在聖女羅依士的協助下，創立了仁愛修女會。1660年安逝於巴黎。聖人因其關心貧病的精神，故被稱為慈善事業的主保。聖雲先紀念日是9月27日。

## 彌撒及禮儀時間

### 彌撒
- 主日彌撒：08:30、10:30(皆為英語)

## 外部連結
- 聖安德肋堂網站 （页面存档备份，存于）
- 聖雲先堂網站